# EPrix van Parijs 2018
De ePrix van Parijs 2018, een race uit het Formule E-kampioenschap, werd gehouden op 28 april 2018 op het Circuit des Invalides. Het was de achtste race van het seizoen.
De race werd gewonnen door kampioenschapsleider Jean-Éric Vergne voor het team Techeetah. Regerend kampioen Lucas di Grassi, uitkomend voor Audi Sport ABT Schaeffler, behaalde zijn derde podiumplaats op een rij met een tweede positie. DS Virgin Racing-coureur Sam Bird maakte het podium compleet, ondanks dat hij met drie wielen over de finish kwam na een ongeluk met de andere Techeetah-coureur André Lotterer, die in de laatste ronde energie moest sparen omdat hij anders niet zou finishen.

## Kwalificatie
| Pos                 | No | Coureur                | Team                      | Q1        | Q2       | Grid |
| ------------------- | -- | ---------------------- | ------------------------- | --------- | -------- | ---- |
| 1                   | 25 | Jean-Éric Vergne       | Techeetah                 | 1:01.508  | 1:01.144 | 1    |
| 2                   | 2  | Sam Bird               | DS Virgin Racing          | 1:01.771  | 1:01.421 | 2    |
| 3                   | 18 | André Lotterer         | Techeetah                 | 1:01.818  | 1:01.487 | 3    |
| 4                   | 5  | Maro Engel             | Venturi Formula E Team    | 1:01.756  | 1:01.541 | 4    |
| 5                   | 28 | António Félix da Costa | MS&AD Andretti Formula E  | 1:01.563  | 1:02.805 | 5    |
| 6                   | 1  | Lucas di Grassi        | Audi Sport ABT Schaeffler | 1:01.823  |          | 6    |
| 7                   | 7  | Jérôme d'Ambrosio      | Dragon Racing             | 1:01.836  |          | 7    |
| 8                   | 9  | Sébastien Buemi        | Renault e.Dams            | 1:01.837  |          | 8    |
| 9                   | 16 | Oliver Turvey          | NIO Formula E Team        | 1:01.888  |          | 9    |
| 10                  | 6  | José María López       | Dragon Racing             | 1:01.902  |          | 10   |
| 11                  | 19 | Felix Rosenqvist       | Mahindra Racing           | 1:02.012  |          | 11   |
| 12                  | 23 | Nick Heidfeld          | Mahindra Racing           | 1:02.058  |          | 12   |
| 13                  | 8  | Nicolas Prost          | Renault e.Dams            | 1:02.092  |          | 13   |
| 14                  | 20 | Mitch Evans            | Panasonic Jaguar Racing   | 1:02.122  |          | 20   |
| 15                  | 66 | Daniel Abt             | Audi Sport ABT Schaeffler | 1:02.125  |          | 14   |
| 16                  | 36 | Alex Lynn              | DS Virgin Racing          | 1:02.139  |          | 15   |
| 17                  | 27 | Tom Blomqvist          | MS&AD Andretti Formula E  | 1:02.823  |          | 16   |
| 18                  | 4  | Edoardo Mortara        | Venturi Formula E Team    | 1:02.834  |          | 19   |
| 19                  | 68 | Ma Qing Hua            | NIO Formula E Team        | 1:02.998  |          | 17   |
| 110%-tijd: 1:07.658 |    |                        |                           |           |          |      |
| 20                  | 3  | Nelson Piquet jr.      | Panasonic Jaguar Racing   | geen tijd |          | 18   |

## Race
| Pos | No | Coureur                | Team                      | Rondes | Tijd/Oorzaak uitval | Grid | Punten |
| --- | -- | ---------------------- | ------------------------- | ------ | ------------------- | ---- | ------ |
| 1   | 25 | Jean-Éric Vergne       | Techeetah                 | 49     | 54:49.102           | 1    | 28     |
| 2   | 1  | Lucas di Grassi        | Audi Sport ABT Schaeffler | 49     | +4.882              | 6    | 19     |
| 3   | 2  | Sam Bird               | DS Virgin Racing          | 49     | +8.897              | 2    | 15     |
| 4   | 5  | Maro Engel             | Venturi Formula E Team    | 49     | +9.287              | 4    | 12     |
| 5   | 9  | Sébastien Buemi        | Renault e.Dams            | 49     | +10.194             | 8    | 10     |
| 6   | 18 | André Lotterer         | Techeetah                 | 49     | +10.855             | 3    | 8      |
| 7   | 66 | Daniel Abt             | Audi Sport ABT Schaeffler | 49     | +13.918             | 14   | 6      |
| 8   | 19 | Felix Rosenqvist       | Mahindra Racing           | 49     | +15.271             | 11   | 4      |
| 9   | 16 | Oliver Turvey          | NIO Formula E Team        | 49     | +19.557             | 9    | 2      |
| 10  | 6  | José María López       | Dragon Racing             | 49     | +20.989             | 10   | 1      |
| 11  | 23 | Nick Heidfeld          | Mahindra Racing           | 49     | +21.698             | 12   |        |
| 12  | 7  | Jérôme d'Ambrosio      | Dragon Racing             | 49     | +26.723             | 7    |        |
| 13  | 4  | Edoardo Mortara        | Venturi Formula E Team    | 49     | +29.937             | 19   |        |
| 14  | 36 | Alex Lynn              | DS Virgin Racing          | 49     | +43.112             | 15   |        |
| 15  | 20 | Mitch Evans            | Panasonic Jaguar Racing   | 49     | +43.989             | 20   |        |
| 16  | 8  | Nicolas Prost          | Renault e.Dams            | 48     | +1 ronde            | 13   |        |
| 17  | 68 | Ma Qing Hua            | NIO Formula E Team        | 46     | +3 ronden           | 17   |        |
| DNF | 3  | Nelson Piquet jr.      | Panasonic Jaguar Racing   | 32     | Veiligheidsriem     | 18   |        |
| DNF | 27 | Tom Blomqvist          | MS&AD Andretti Formula E  | 32     | Schade ongeluk      | 16   |        |
| DNF | 28 | António Félix da Costa | MS&AD Andretti Formula E  | 2      | Mechanisch          | 5    |        |

## Tussenstanden na de race

### Coureurs
| Positie | Rijder           | Team                      | Punten |
| ------- | ---------------- | ------------------------- | ------ |
| 1       | Jean-Éric Vergne | Techeetah                 | 147    |
| 2       | Sam Bird         | DS Virgin Racing          | 116    |
| 3       | Felix Rosenqvist | Mahindra Racing           | 86     |
| 4       | Sébastien Buemi  | Renault e.Dams            | 70     |
| 5       | Lucas di Grassi  | Audi Sport ABT Schaeffler | 58     |

### Constructeurs
| Positie | Team                      | Punten |
| ------- | ------------------------- | ------ |
| 1       | Techeetah                 | 188    |
| 2       | DS Virgin Racing          | 133    |
| 3       | Audi Sport ABT Schaeffler | 114    |
| 4       | Mahindra Racing           | 107    |
| 5       | Panasonic Jaguar Racing   | 88     |